# Volejbal Brno
Volejbal Brno je sportovní klub v Brně, jediný brněnský i jihomoravský účastník nejvyšší české volejbalové mužské soutěže. Kromě profesionálního družstva dospělých zabezpečuje také činnost mládežnických družstev všech věkových úrovní, která se pravidelně umisťují na pomyslných stupních vítězů republikových soutěží. V minulosti nesl rovněž názvy UNIS Brno, JMP Brno či RWE Brno. Navazuje rovněž na dřívější činnost Zbrojovky Brno či Spartaku Brno ZJŠ.

## Historie

### Umístění od sezóny 1998/99
- 1998/99 – 7. místo (extraliga - 8 družstev)
- 1999/00 – 6. místo (extraliga - 8 družstev)
- 2000/01 – 8. místo (extraliga - 8 družstev)
- 2001/02 – 4. místo (1. liga - 12 družstev)
- 2002/03 – 10. místo (1. liga - 12 družstev)
- 2003/04 – 2. místo (1. liga - 12 družstev)
- 2004/05 – 8. místo (extraliga - 8 družstev)
- 2005/06 – 8. místo (extraliga - 10 družstev)
- 2006/07 – 4. místo (extraliga - 10 družstev)
- 2007/08 – 6. místo (extraliga - 10 družstev)
- 2008/09 – 8. místo (extraliga - 12 družstev)
- 2009/10 – 10. místo (extraliga - 11 družstev)
- 2010/11 – 12. místo (extraliga - 12 družstev)
- 2011/12 – 8. místo (extraliga - 12 družstev)
- 2012/13 – 7. místo (extraliga - 12 družstev)
- 2013/14 – 8. místo (extraliga - 12 družstev)
- 2014/15 – 10. místo (extraliga - 12 družstev)
- 2015/16 – 2. místo (extraliga - 12 družstev)
- 2016/17 - 5. místo (extraliga - 12 družstev)
- 2017/18 - 5. místo (extraliga - 12 družstev)
- 2018/19 - 6. místo (extraliga - 12 družstev)
- 2020/21 - 9. místo (extraliga - 12 družstev)
- 2021/22 - 9. místo (extraliga - 12 družstev)

Po sezóně 2000/01 družstvo poprvé v historii sestoupilo z nejvyšší soutěže. Před sezónou 2004/05 převzal klub extraligovou licenci z Kladna, kam se i se svou licencí přesunul tým Odoleny Vody. Od sezóny 2009/10 do konce roku 2010 používalo družstvo sponzorský název RWE Brno, od roku 2003/4 jím byl JMP Brno a předtím UNIS Brno.
Soupiska 2019/20 - ženy
Anna Přibylová - smečařka
Petra Pospíšilová - smečařka
Kamalani Akeo - nahrávačka
Michaela Beránková - univerzálka
Tereza Diatková - univerzálka
Soňa Nováková - nahrávačka
Markéta Chlumská - libero
Simona Janečková - smečařka
Adéla Benediktová - blokařka
Klára Kuníková - libero
Kristýna Boulová - blokařka
Soňa Mikysková - univerzálka
Eva Beránková - smečařka
Ivona Svobodníková - blokařka
Lucie Polášková - smečařka
Šárka Sklenářová - libero, smečařka
Meg Wolowicz - blokařka

Soupiska 2019/20 - muži
Michal Hrazdira - smečař
Michael Vodička - libero
Adam Provazník - nahrávač
Luan Duc Truong - nahrávač
Vít Jakubec - smečař
Matt August - blokař
Martin Licek - smečař
Daniel Římal - univerzál
Jan Pražák - blokař
Vojtěch Fitz - blokař
Martin Chevalier - smečař, univerzál
Matej Hukel - blokař
Jakub Lžičař - libero

### Tituly (1. místa v československé extralize)
- 1945/46 – SK Židenice Brno
- 1964/65 – Spartak Brno ZJŠ (Závody Jana Švermy)
- 1966/67 – Spartak Brno ZJŠ (Závody Jana Švermy)
- 1968/69 – Zbrojovka Zetor Brno
- 1969/70 – Zbrojovka Zetor Brno
- 1970/71 – Zbrojovka Zetor Brno
- 1973/74 – Zbrojovka Brno
- 1988/89 – Zbrojovka Brno

### Úspěchy mládeže
- Junioři – 2012/13 (3.), 2011/12 (1.), 2010/11 (3.), 2009/10 (1.), 2008/09 (1.), 2006/07 (1.), 2004/05 (2.), 2003/04 (1.)
- Kadeti – 2012/13 (1.), 2011/12 (3.), 2010/11 (2.), 2009/10 (2.), 2008/09 (3.), 2007/08 (1.), 2006/07 (1.), 2005/06 (1.), 2004/05 (2.)
- Žáci – 2010/11 (1.), 2009/10 (2.), 2008/09 (2.), 2007/08 (1.), 2005/06 (1.)

Poznámka: v závorce uvedeno konečné umístění v nejvyšší soutěži dané kategorie

### Bývalí hráči (po roce 2003)
Lukáš Diviš (*1986, Friedrichshafen), Zdeněk Haník (*1986, Kocouři Vavex Příbram), Michal Hrazdira (*1985, Bassano Volley), Vlado Katona (*1984, Slavia Havířov), Martin Klapal (*1984, DHL Ostrava), Luboš Novák (*1985, Dukla Liberec), Jan Václavík (*1985, DHL Ostrava)

### Legendární hráči (před rokem 2003)
- Karel Láznička (1928-2010)

## Družstva a jejich účast v soutěžích
- Muži "A": Extraliga, Český pohár
- Muži "B": 1. liga

- Junioři "A": Extraliga juniorů
- Junioři "B": 1. liga juniorů, Krajský pohár juniorů
- Kadeti: Extraliga kadetů
- Žáci "A": Krajský přebor žáků
- Žáci "B": Krajský přebor žáků
- Žáci "C": Krajský přebor žáků
- Žáci "D": Krajský přebor žáků
- Minivolejbal
- Přípravka

## Fotogalerie

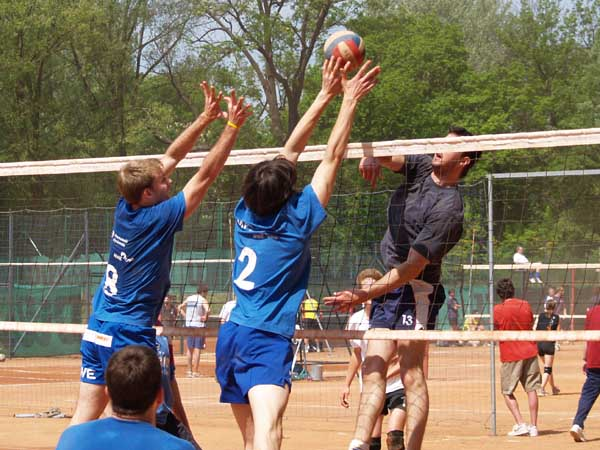
Velká cena Brna; 8. května 2009 Brno-Lužánky
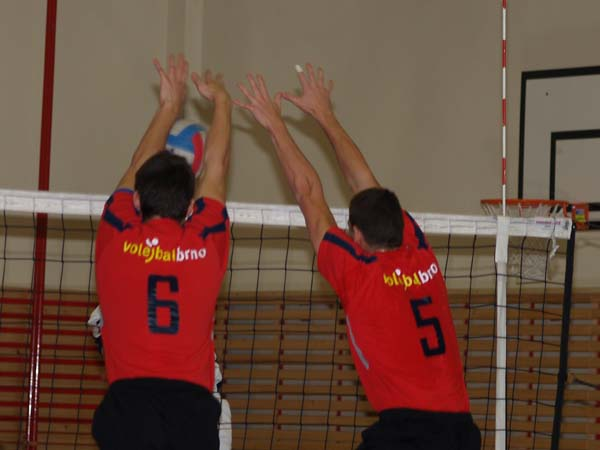
1. liga mužů; 12. prosince 2008 Brno
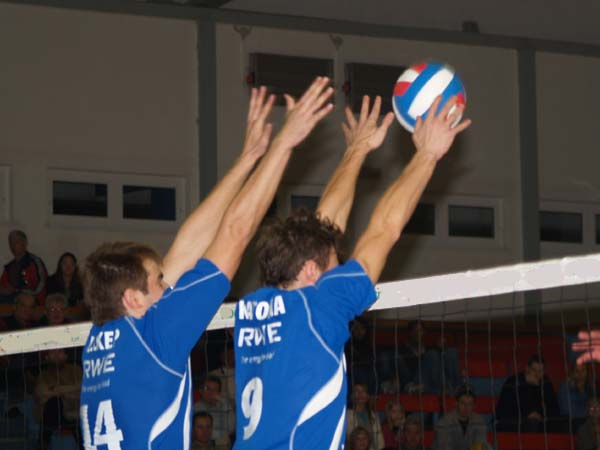
Extraliga; 13. prosince 2008 Ostrava
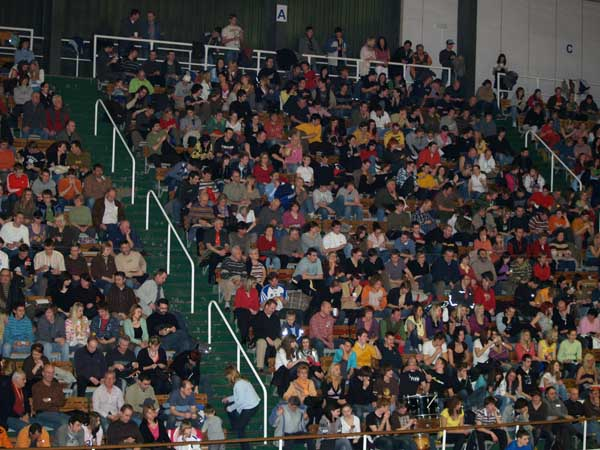
Extraliga; 11. března 2009 Brno

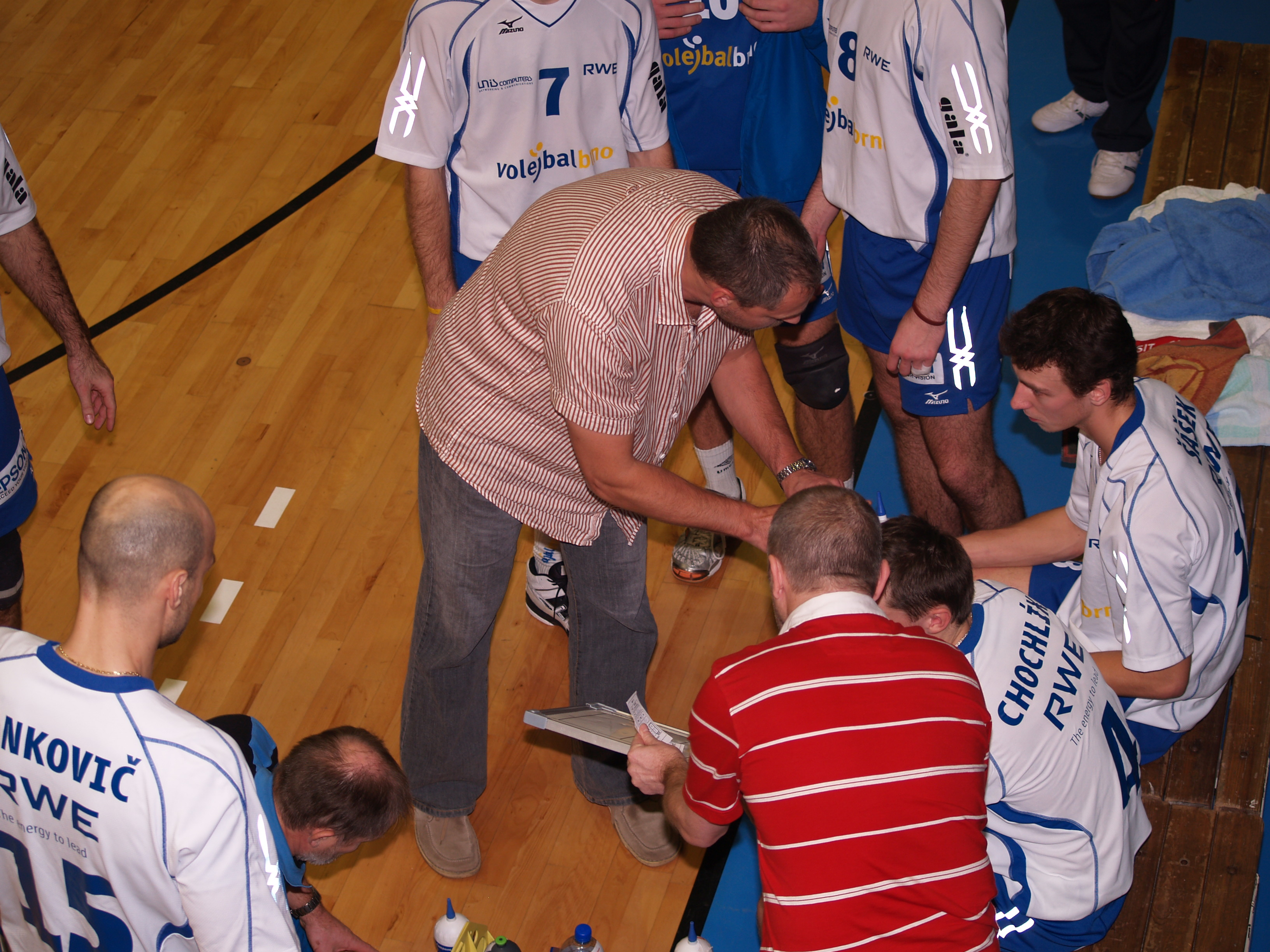
Extraliga; 28. listopadu 2009 Brno
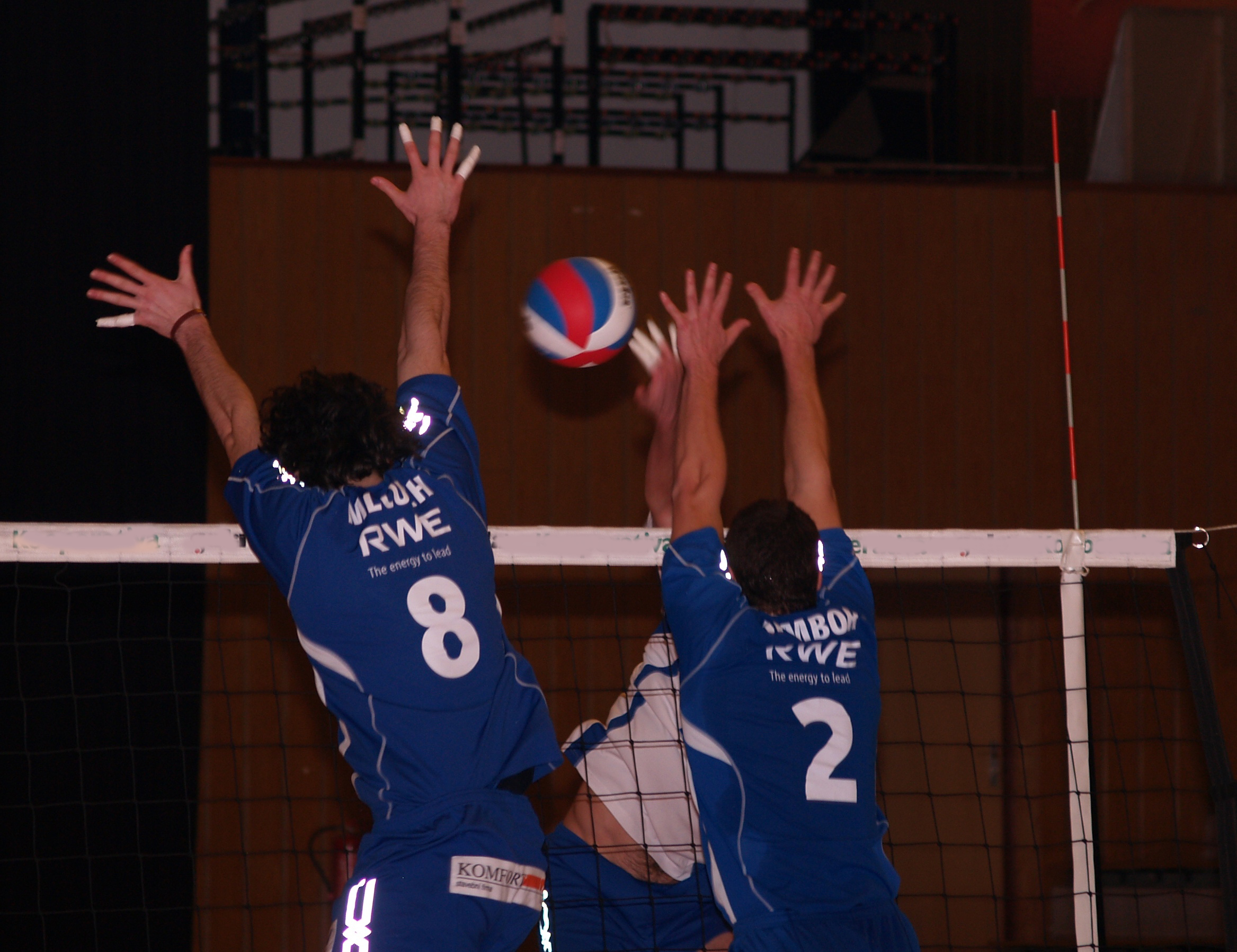
Extraliga; 6. února 2010 Zlín
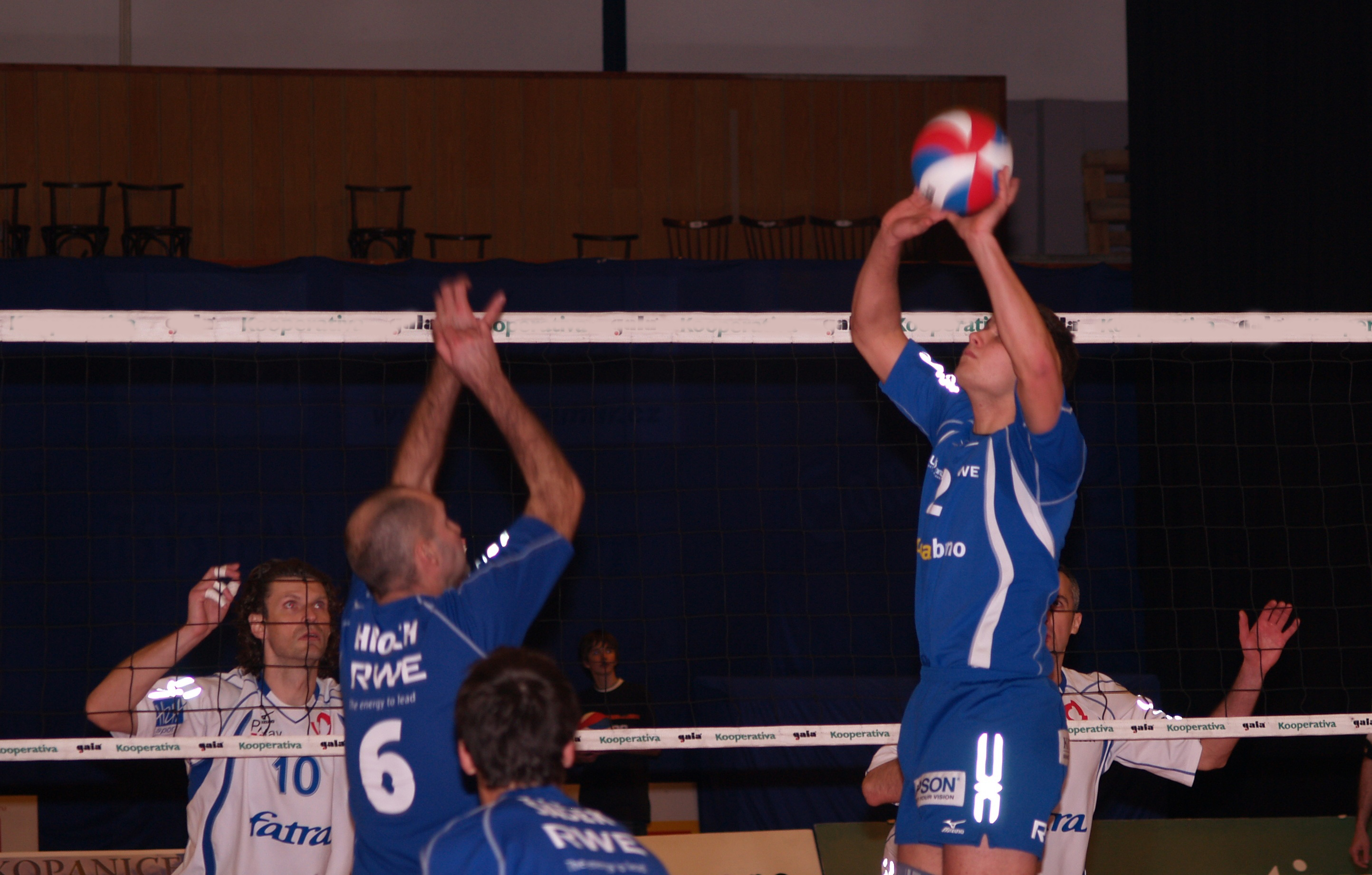
Extraliga; 6. února 2010 Zlín

## Mezinárodní soutěže
V nedávné minulosti se klub účastnil pouze Vyzývacího poháru CEVu (Evropská volejbalová konfederace), kde podlehl hned v prvním kole s rumunským týmem Steaua Bucuresti. Stejné soutěže se zúčastnil také
v sezoně 2012/13, v prvním kole měl volný los, ve druhém kole vypadl s bulharským CVC Gabrovo.
Častá jsou ale přípravná utkání se zahraničními družstvy, mezi častými soupeři jsou mj. VKP Bratislava či SK Posojilnica Aich/Dob.
Klub je spolupořadatelem Memoriálu Vaška Fabiánka a Bořka Stříbrného – mezinárodního turnaje mládeže, který se tradičně koná mezi Vánočními svátky a Novým rokem.

## Haly
Extraligové celky mužů i juniorů využívají halu v areálu Sokola Brno I na Kounicově ulici. Pod tribunou, která pojme necelou tisícovku diváků, jsou umístěny kanceláře klubu. Samotný funkcionalistický Stadion, jehož základní kámen byl položen 28. října 1927, je kulturní památkou ČR.
Extraliga kadetů stejně jako 1. liga dospělých a juniorů se odehrává v hale Sportovního gymnázia Ludvíka Daňka na Botanické ulici. Tuto školu také mnoho mladých volejbalistů navštěvuje.